# Forte dei Marmi
Forte dei Marmi település Olaszországban, Toszkána régióban, Lucca megyében. Lakosainak száma 6861 fő (2023. január 1.). Forte dei Marmi Pietrasanta, Montignoso és Seravezza községekkel határos.

## Népesség
A település lakossága az elmúlt években az alábbi módon változott:
| Lakosok száma | 7440 | 7335 | 6861 |
|               | 2017 | 2018 | 2023 |